# اد بنک
اد بنک (انگلیسی: Ed Banach؛ زادهٔ ۶ فوریه ۱۹۶۰) کشتی‌گیر اهل ایالات متحده آمریکا بود.
وی در مسابقات کشوری و بین‌المللی در مجموع برندهٔ ۱ مدال طلا شده‌است.